# Elvir Baljić
Elvir Baljić (ur. 8 lipca 1974 w Sarajewie) – piłkarz bośniacki grający na pozycji napastnika. Posiada także obywatelstwo tureckie.

## Kariera klubowa
Baljić jest wychowankiem klubu FK Željezničar z rodzinnego Sarajewa, ale zmuszony był przerwać treningi z powodu wojny w Bośni. W 1994 roku został piłkarzem FK Sarajevo, a w 1995 roku wyjechał do Turcji i podpisał kontrakt z tamtejszym Bursasporem. W jego barwach szybko stał się gwiazdą i w sezonie 1996/1997 strzelił 21 goli przyczyniając się do zajęcia wysokiego 5. miejsca w tureckiej lidze. W sezonie 1997/1998 zdobył 11 bramek, a równa forma poskutkowała transferem do jednego z czołowych klubów w kraju, Fenerbahçe SK. Tam spędził cały sezon 1998/1999, w którym stworzył atak wraz z rodakiem Elvirem Boliciem oraz Rumunem Viorelem Moldovanem, ale to Baljić strzelił najwięcej goli dla zespołu (18), który zajął 3. miejsce w lidze.
Skuteczna postawa w tureckiej ekstraklasie poskutkowała tym, że latem 1999 Baljić przeszedł do Realu Madryt. W Primera División zadebiutował 18 września w zremisowanym 1:1 spotkaniu z Deportivo La Coruña, ale w składzie Realu byli wówczas tacy piłkarze jak Raúl, Fernando Morientes czy Nicolas Anelka i Baljić nie miał szans na grę w wyjściowej jedenastce. W lidze wystąpił łącznie w 11 meczach i zdobył 1 gola (w wygranym 1:0 meczu z Celtą Vigo), a klub prowadzony przez Vicente del Bosque wygrał Ligę Mistrzów.
W 2000 roku Baljić wrócił do Fenerbahçe, z którym na koniec sezonu został mistrzem Turcji. Latem 2001 po raz drugi wyjechał do Hiszpanii, gdzie grał w Rayo Vallecano Madryt, a w ataku był partnerem Bolicia. Pobyt w Rayo był podobnie jak w Realu nieudany i zawodnik zdobył zaledwie jednego gola. W 2002 roku Baljić podpisał 3-letni kontrakt z Galatasaray SK. Z powodu licznych kontuzji występował w małej liczbie meczów. W 2003 roku wywalczył wicemistrzostwo kraju, w 2004 zajął dopiero 6. miejsce w lidze, a zimą 2005 przeszedł do Konyasporu, w którym spędził pół roku. Urazy spowodowały, że Baljić nosił się z zamiarem zakończenia kariery i przez rundę jesienną sezonu 2005/2006 nie grał w żadnym klubie. Następnie mówiło się o transferze do Dinama Zagrzeb oraz Kataru, ale ostatecznie w styczniu 2006 zawodnik podpisał umowę z MKE Ankaragücü. Natomiast w sezonie 2006/2007 występował w Istanbulsporze.
| Sezon     | Klub           | Kraj                 | Rozgrywki        | Mecze | Bramki |
| --------- | -------------- | -------------------- | ---------------- | ----- | ------ |
| 1994–1995 | FK Sarajevo    | Bośnia i Hercegowina | Premijer liga    | ?     | ?      |
| 1995–1996 | Bursaspor      | Turcja               | Superliga        | 27    | 9      |
| 1996–1997 | Bursaspor      | Turcja               | Superliga        | 31    | 21     |
| 1997–1998 | Bursaspor      | Turcja               | Superliga        | 29    | 12     |
| 1998–1999 | Fenerbahçe SK  | Turcja               | Superliga        | 30    | 18     |
| 1999–2000 | Real Madryt    | Hiszpania            | Primera División | 11    | 1      |
| 2000–2001 | Fenerbahçe SK  | Turcja               | Superliga        | 27    | 5      |
| 2001–2002 | Rayo Vallecano | Hiszpania            | Primera División | 10    | 1      |
| 2002–2003 | Galatasaray SK | Turcja               | Superliga        | 16    | 2      |
| 2003–2004 | Fenerbahçe SK  | Turcja               | Superliga        | 8     | 0      |
| 2004/05   | Fenerbahçe SK  | Turcja               | Superliga        | 10    | 1      |
| 2004–2005 | Konyaspor      | Turcja               | Superliga        | 14    | 2      |
| 2005–2006 | MKE Ankaragücü | Turcja               | Superliga        | 23    | 7      |
| 2006–2007 | Istanbulspor   | Turcja               | Superliga        | 25    | 9      |
| 2007–2008 | Istanbulspor   | Turcja               | Superliga        | 7     | 1      |

## Kariera reprezentacyjna
W reprezentacji Bośni i Hercegowiny Baljić zadebiutował w 1996 roku. Przez 10 lat w kadrze narodowej wystąpił 39 razy i strzelił 14 goli. Jest jedynym bośniackim piłkarzem, który w meczu reprezentacji zdobył 4 gole w jednym spotkaniu. Miało to miejsce w 1999 roku, a Bośnia pokonała Estonię 4:1.